# Saku-Pekka Sahlgren
Saku-Pekka Sahlgren (* 8. April 1992 in Kokkola) ist ein ehemaliger finnischer Fußballtorhüter.

## Karriere

### Vereine
Saku-Pekka Sahlgren begann seine Profikarriere im Alter von 17 Jahren bei Kokkolan Palloveikot. Zu Beginn der Saison 2010 wechselte er zu Gamlakarleby BK. Dort blieb er allerdings nur ein Jahr, ehe er zum finnischen Rekordmeister HJK Helsinki wechselte. Sein Profidebüt gab er am 15. Juni 2011 im Heimspiel gegen Rovaniemen Palloseura (5:1), außerdem spielt er auch in der zweiten Mannschaft von HJK, dem Klubi-04 in der Kakkonen. Mit dem Verein wurde der Torhüter drei Mal in Folge nationaler Meister und er bestritt auch Partien im Europapokal. Rovaniemi PS, erneut HJK, der FC KTP Kotka, Sandnes Ulf sowie Kongsvinger IL waren bis zu seinem Karriereende 2021 die weiteren Stationen.

### Nationalmannschaft
Von 2007 bis 2011 absolvierte der Torwart insgesamt 26 Partien für diverse finnische Jugendnationalmannschaften.

## Erfolge
- Finnischer Meister: 2011, 2012, 2013